# Das Summen der Insekten - Bericht einer Mumie
Das Summen der Insekten - Bericht einer Mumie è un documentario del 2009 diretto da Peter Liechti.